# Държавен архив – Разград
Държавен архив – Разград е отдел в дирекция „Регионален държавен архив“ – Велико Търново.

## Дейност
В него се осъществява подбор, комплектуване, регистриране, обработване, съхраняване и предоставяне за използване на определените за постоянно запазване документи на областната администрация, на общините на територията на Разградска област, на териториалните структури на държавните органи и на други държавни и общински институции, организации и значими личности от местно значение, както и научно-методическото ръководство и контрол на организацията на работата с документите в деловодствата и учрежденските архиви, тяхното опазване и използване.
Към архива функционират читалня и библиотека. В научно-справочната библиотека са заведени 1763 тома специализирана литература по история, архивистика и други области на науката, речници, енциклопедии, справочници, пътеводители, каталози, документални сборници, периодични издания.

## История
Архивът е създаден през 1963 г. в резултат на административно-териториалната реформа от 1959 г. на административно подчинение на Окръжен народен съвет – Разград, от 1988 г. е в структурата на Община Разград. През 1992 г. преминава на пряко административно подчинение на Главно управление на архивите при Министерски съвет. От 1978 г. получава статут на дирекция, а през 2010 г. е преструктуриран в отдел. От 1989 г. архивът се помещава съвместно с Регионална библиотека „Боян Пенев“ – Разград в сграда на ул. „П. Р. Славейков“ 1.

## Ръководители
През годините ръководители на архива са:
- Ахмед Расимов (1963 – 1965)
- Никола Иванов (1965 – 1972)
- Стефан Стефанов (1972 – 1974)
- Христо Стоков (1974 – 1989)
- Георги Атанасов

## Ордени и награди
С Указ № 1230 от 3 октомври 1988 г. на Държавния съвет на Народна република България архивът е награден с орден „Кирил и Методий“ – ІІІ степен за активна народополезна дейност и във връзка с 25 години от неговото създаване.

## Фонд
Първите постъпления на архивни фондове са предадени от Държавен архив – Русе, комплектувани преди промяната на административно-териториалното деление на страната през 1959 г. и създаването на архива в Разград. През 1994 г. е приет фондовият масив на ОК на БКП, възлизащ на 728 фонда с 15 881 архивни единици, 1327 спомена, 360 частични постъпления, 1202 снимки и 2 албума.
Общата фондовата наличност на архива към 1 януари 2017 г. възлиза на 1432,39 линейни метра с 2254 архивни фонда (2196 учрежденски и 58 лични) с общ брой 232 932 архивни единици, 678 частични постъпления и 449 спомена. Застрахователният фонд се състои от 147 637 кадъра.